# Sapfo
Sapfo [sápfo] (atiška grščina starogrško Σαπφώ: Sapfó, eolska grščina starogrško Ψάπφω: Psápfo), antična grška pesnica, * med 630 pr. n. št. in 612 pr. n. št., Eres, otok Lesbos, Grčija.
Sapfo naj bi bila majhne postave in temne polti. Bila je poročena in imela je hčer. Njena poezija ji je prinesla tako slavo, da so ji v sicilskih Sirakuzah ob obisku v čast postavili spomenik. Njena družina je bila politično dejavna, zato je Sapfo veliko potovala. V svojem življenju je vodila višjo dekliško šolo. Najverjetneje so bile njene učenke predmet njene poezije, ki predstavlja vrh grške monodične lirike takratnega časa. Napisala je kar 9 knjig, ki jih je poimenovala po devetih muzah. Skupaj naj bi napisala kar 10000 verzov, vendar od tega ni ohranjenih niti 1/20.
Bila je lirska pesnica, ki je razvila lastno sapfiško kitico. Njej pripisujejo vodenje esteskega gibanja, ki se je nagibalo stran od klasičnih tem bogov k temam izkušnje človeškega posameznika. Epigram, ki ga pripisujejo Platonu, jo označuje kot »deseto muzo«. 
Večinoma je pisala ljubezenske pesmi, od katerih so se ohranili le delci, z izjemo ene celotne pesmi, Molitve Afroditi. Glede na ugled, ki ga je uživala v svojem času, je svet v njenem delu izgubil dragocen zaklad. Nekatere od teh pesmi so bile naslovljene na ženske. Beseda lezbijka je izpeljana iz imena otoka Lesbos, od koder je prihajala Sapfo. Zaradi homoseksualnih vsebin in nedvoumne erotičnosti njenega dela Cerkev ni odobravala, kar je verjeten razlog, da se to ni ohranilo, saj so prepisovanje odklanjali, dela pa tudi dejavno uničevali. Gledano iz zgodovinskega stališča je Sapfo prihajala iz plemiške družine, imela tri brate, se poročila in rodila najmanj eno hčerko, bila iz političnih razlogov pregnana v Sirakuze, od koder se je vrnila leta 581 pr. n. št. in umrla v starosti.
Po njej se imenuje asteroid 80 Sapfo.